# طلا جایی است که شما آن را پیدا می‌کنید
طلا جایی است که شما آن را پیدا می‌کنید (انگلیسی: Gold Is Where You Find It) فیلمی در ژانر وسترن و درام به کارگردانی مایکل کورتیز است که در سال ۱۹۳۸ منتشر شد.

## خلاصه داستان
فیلم طلاجایی است که شما آن را پیدا می‌کنید، داستان درگیری و خصومت شدید بین کشاورزان و معدنچینان یک معدن را روایت می‌کند که به سبب استفاده معدنچیان از یک دستگاه هیدرولیک استخراج شکل گرفته‌است. این دستگاه که به مزارع گندم دره ساکامنتو آسیب می‌زند، باعث خشم کشاورزان شده‌است...

## بازیگران
- جورج برنت
- اولیویا دی هاویلند
- کلود رینس
- مارگارت لیندزی
- بارتون مک‌لین
- تیم هالت
- هنری اونیل
- جرج (گبی) هیز
- راسل سیمپسون
- هری دونپورت
- مورونی اولسن
- جان لیتل
- رابرت مک‌وید
- ارویل آلدرسون
- لیف مک‌کی
- باد آزبورن